# 小山敬
小山 敬（こやま たかし、1929年6月10日 - 2006年4月26日）は、元豊田紡織（現トヨタ紡織）の社長、会長を務めた人物。
愛知県出身。旧制名古屋大学法学部卒（1953年）。
豊田紡織社長・会長時代の1993年から10年間に亘り、中京大学において経営者講座の講師を務め、2003年からは、同大学の大学院ビジネス・イノベーション研究科の客員教授として「生産戦略」の講義を担当。2006年、同大学より、名誉博士号を授与された。
2006年4月26日、脳血栓のため76歳で逝去。